# Auditorium Maximum Uniwersytetu Jagiellońskiego
Auditorium Maximum – budynek Uniwersytetu Jagiellońskiego przy ulicy Krupniczej 33 w Krakowie, w bezpośrednim sąsiedztwie pochodzącego z lat 60. XX wieku Collegium Paderevianum. Wchodzi w skład tzw. II Kampusu UJ. Budynek stanowi zespół sal wykładowych, z których największa, sala amfiteatralna, może pomieścić 1200 osób. Decyzję o budowie podjęto w 2001, a budynek został oddany do użytku we wrześniu 2005. Łączny koszt budowy Auditorium Maximum wyniósł 43 mln zł, z czego 29 mln zł pochodziło z funduszy Unii Europejskiej, 1 mln zł ze środków MENiS, a 13 mln zł ze środków własnych uczelni.
Autorzy projektu architektonicznego: „Wizja” Sp. z o.o. arch. Stanisław Deńko, arch. Robert Kuzianik; współpraca autorska: arch. arch. Marcin Przyłuski, Przemysław Skalny, Wojciech Korbel, Małgorzata Deńko, Anna Jarosz-Siembiot, Anna Marek-Pelc, Marek Kamiński, Marta Przybylska.

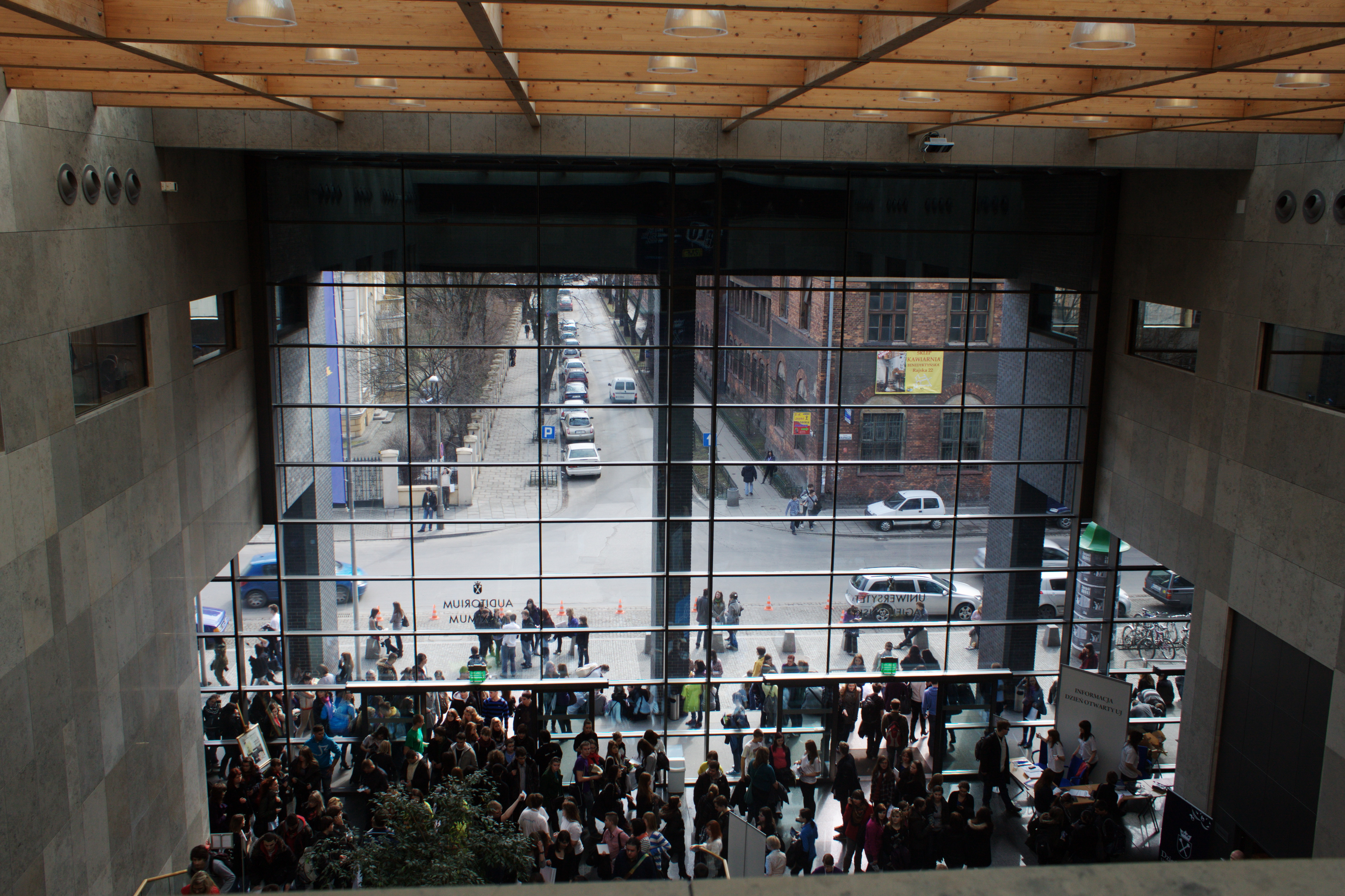
Główny hol widziany z trzeciego piętra
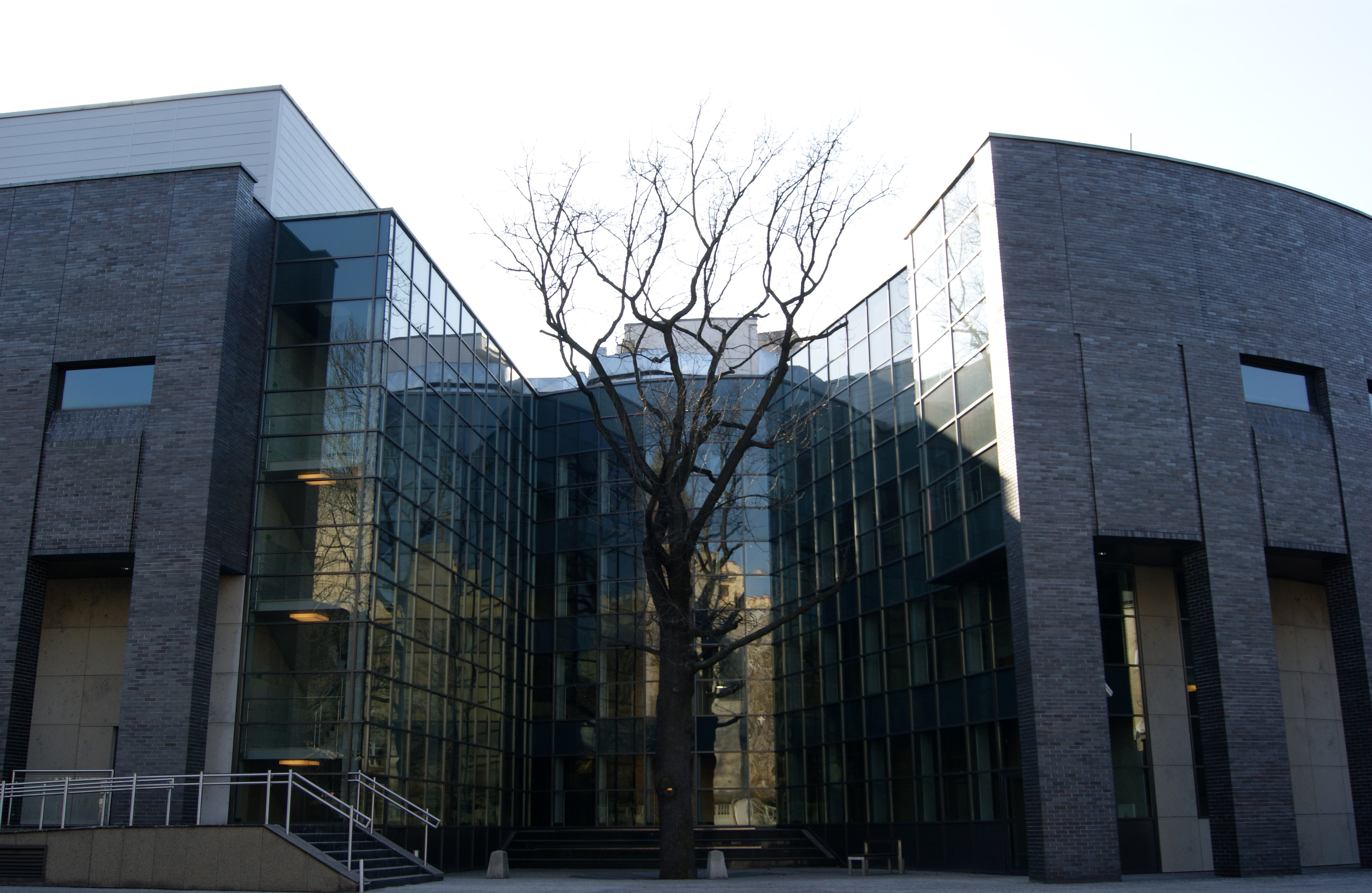
Auditorium Maximum UJ (elewacja wschodnia) i dąb „Franciszek”